# Liste des codes OACI des aéroports/A
- A
- B
- C
- D
- E
- F
- G
- H
- I
- J
- K
- L
- M
- N
- O
- P
- Q
- R
- S
- T
- U
- V
- W
- X
- Y
- Z

## AG
Îles Salomon :
- AGAF : Aéroport d'Afutara
- AGAR : Aéroport d'Ulawa
- AGAT : Aéroport d'Uru Harbour
- AGBA : Aéroport de Barakoma
- AGBT : Aéroport de Batuna
- AGEV : Aéroport de Geva
- AGGA : Aéroport de Auki
- AGGB : Aéroport de Bellona/Anua
- AGGC : Aéroport de Choiseul Bay
- AGGD : Aéroport de Mbambanakira
- AGGE : Aéroport de Balalae
- AGGF : Aéroport de Fera/Maringe
- AGGG : Aéroport d'Honiara FIR
- AGGH : Aéroport international de Honiara
- AGGI : Aéroport de Babanakira
- AGGJ : Aéroport d'Avu Avu
- AGGK : Aéroport de Kirakira
- AGGL : Aéroport de Santa Cruz/Graciosa Bay/Luova
- AGGM : Aéroport de Munda
- AGGN : Aéroport de Nusatupe
- AGGO : Aéroport de Mono
- AGGP : Aéroport de Marau du Sud
- AGGQ : Aéroport d'Otong Java
- AGGR : Aéroport de Rennell/Tingoa
- AGGS : Aéroport de Seghe
- AGGT : Aéroport de Santa Anna
- AGGU : Aéroport de Marau
- AGGV : Aéroport de Suavanao
- AGGY : Aéroport de Yandina
- AGIN : Héliport d'Isuna
- AGKG : Aéroport de Kaghau
- AGKU : Aéroport de Kukudu
- AGOK : Aérodrome de Gatokae
- AGRC : Aéroport de Ringi Cove
- AGRM : Aéroport de Ramata

## AN
République de Nauru :
- ANYN : Aéroport international de Nauru

## AY
Papouasie-Nouvelle-Guinée :
- AYBK : Aéroport de Buka
- AYCH : Aéroport de Chimbu
- AYDU : Aéroport de Daru
- AYGA : Aéroport de Goroka
- AYGN : Aérodrome d'Alotau
- AYGR : Aéroport de Girua
- AYHK : Aéroport de Hoskins
- AYKA : Aéroport de Kiriwini
- AYKI : Aéroport de Kiunga
- AYKK : Aéroport de Kikori
- AYKM : Aéroport de Kerema
- AYKT : Aéroport de Kieta Aropa
- AYKV : Aéroport de Kavieng
- AYKY : Aéroports de Kunaye et de l'île Lihir
- AYLA : Aéroport de Lae Nadzab
- AYMD : Aéroport de Madang
- AYMH : Aéroport de Mount Hagen
- AYMM : Aéroport de Misima
- AYMN : Aéroport de Mendi
- AYMO : Aéroport de Momote
- AYMR : Aéroport de Moro
- AYMS : Aéroport de Misima
- AYNZ : Aéroport de Nadzab
- AYPY : Aéroport de Port Moresby-Jacksons
- AYRB : Aéroport de Rabaul
- AYTA : Aéroport de Tari
- AYTB : Aéroport de Tabubil
- AYTK : Aéroport de Rabaul
- AYVN : Aéroport de Vanimo
- AYWD : Aéroport de Wapenamanda
- AYWK : Aéroport International de Wewak